# Licania pyrifolia
El Licania pyrifolia comúnmente conocido como merecure  es un árbol pequeño a mediano, pertenece a la familia de las chrisobalanáceas, uno de los árboles más frondosos y resistentes de Los Llanos Colombianos y Venezolanos, y es el árbol emblemático del estado Venezolano de Apure.

## Descripción
Árbol de pequeño a mediano, generalmente con ramas expandidas, lanosas cuando jóvenes. Hojas anchas y elípticas a oblongas de 4,5-11 cm de largo y 2-5,5 cm de ancho, redondeadas en la base, agudas a abruptamente apiculadas en el ápice. Vena media plana en la haz, lanosa; venas primarias 6-8 pares, delgadas; pecíolo 8-16 mm de largo. Estípulas caducas, lineares, membranáceas. Flores de 4-4,5 mm de largo, única o en pequeños grupos sobre las ramas primarias y secundarias cortas. Fruto oblongo de 11 cm de largo por 5 cm de ancho, epicarpo verrugoso, y el fruto encierra una sola semilla grande. La madera de color marrón claro o rosado grisáceo, a veces oscureciéndose al exponerse, y con vetas de goma de color marrón rojizo oscuro, largas, anchas y prominentes. De crecimiento lento, es un árbol de vida larga y se propaga por semillas.

## Distribución
En forma silvestre, el merecure forma parte de la vegetación boscosa de las tierras bajas y cálidas. Se extiende desde Martinica hasta Colombia y Venezuela. En Ciudad Bolívar - Venezuela está sembrado en varias de sus avenidas, en la Avenida Táchira, en la esquina izquierda de la Casa San Isidro, donde El Libertador Simón Bolívar escribió el Discurso de Angostura en 1819, hay uno de estos árboles. Es el símbolo del estado Apure - Venezuela.

## Taxonomía
Licania pyrifolia fue descrita por August Heinrich Rudolf Grisebach y publicado en Flora of the British West Indian Islands 230. 1860.

## Usos
Como árbol de sombra se utiliza cerca de las viviendas del campo y en los potreros; con la misma finalidad se siembra en parques, plazas y avenidas amplias. Sus frutos ovalados contienen una sustancia harinosa que es comestible y de sabor agradable, principalmente consumidos por el ganado.La madera es pesada, dura, fuerte y duradera. Es fácil de dividir y toma un pulido suave y bastante lustroso tiene muchas aplicaciones en la carpintería rural, como la fabricación de estantes, horcones, etc. Contiene compuestos que pueden usarse para controlar caracoles y otros moluscos dañinos para los cultivos.